# Эребор
Одино́кая Гора́ (англ. Lonely Mountain, синд. Erebor) — в легендариуме Дж. Р. Р. Толкина название горы и расположенного под ней королевства гномов.

## География и внутреннее устройство
Одинокая Гора расположена в северо-восточной части Средиземья, к югу от восточной оконечности Серых Гор (Эред Митрин) и к западу от горной системы Железных Холмов; таким образом, со всех сторон света Эребор окружён безлесными степями (что и повлияло на образование топонима — Одинокая Гора).
К югу от Эребора, в нескольких десятках километров пути, находится Долгое Озеро, образовавшееся на месте слияния Лесной реки (протекающей через Лихолесье и земли эльфийского королевства) и реки Бегущая (Келдуин), берущей своё начало на склонах Одинокой Горы и далее выходящей из озера и впадающей во внутреннее море Рун.
Огромные Главные Врата располагались с южной стороны горы, выходя в долину между двумя огромными отрогами. В конце юго-западного отрога находились Воронья Высота и сторожевой пост. Бегущая Река вытекала из-под Одинокой Горы. Её устье у Главных Врат образовывало водопад. Внизу в долине находился город-государство Дейл, где жили люди.
От Главных Врат вдоль реки шла широкая извилистая дорога, ведущая внутрь горы. Рядом был расположен так называемый Великий Чертог Трора, где проводились празднования и собрания. В Одинокой Горе было множество залов, чертогов, проходов и лестниц. В Нижних Залах у подножия горы находился просторный чертог, так называемый Великий Зал Траина. Из него вёл секретный ход к тайной двери на склоне горы. Боковая дверь была невидима снаружи за исключением Дня Дурина, когда лунный свет освещал замочную скважину.

## История

Карта Одинокой Горы в фильме «Властелин колец: Братство кольца»

Королевство основал в 1999 году Третьей Эпохи Траин I Старый, сын Наина Первого, убитого балрогом. Это произошло после исхода гномов из Кхазад-Дума, захваченного орками Мглистых гор. В Эреборе самим Траином был найден драгоценный камень, похожий на Сильмариллы, — Аркенстон, или Сердце Горы. 
Королевство гномов Эребор стали называть Подгорным королевством, а его правителя — Подгорным королём, или Королём-под-Горой. Гномы Одинокой Горы начали работать на новом месте и, обнаружив залежи золота и прочих драгоценных металлов, привели своё королевство к процветанию.
В 2210 году Торин I, сын Траина Старого, покинул Одинокую Гору и отправился в поисках богатства в Серые Горы. Многие из гномов собирались жить в этих горах. Но эта местность была под властью драконов, начавших нападать на них, и в 2590 году, после гибели Даина I, гномы бежали. Некоторые из них отправились в Железные Холмы, где создали своё королевство.
Другие гномы вернулись в Одинокую Гору, ведомые Трором — потомком Траина I. Трор восстановил Королевство под Горой и установил Аркенстон в Великом Зале на троне своего предка. Гномы ковали оружие и броню и создавали невероятные вещи изумительной красоты, и слава о них распространилась по всему Средиземью. Они расширили залы Одинокой Горы и обнаружили ещё не изведанные залежи золота и драгоценных камней. Они торговали с гномами Железных Холмов, где брат Трора Грор создал собственное королевство, и людьми Дейла.
В 2770 году огнедышащий дракон Смауг Золотой, прослышав о богатствах Эребора, внезапно напал на Подгорное королевство. Многие из гномов погибли, однако некоторым, в том числе королю Трору, его сыну Траину II и внуку Торину удалось спастись, благодаря чему была сохранена родовая линия Дурина и образовано королевство в изгнании в Синих Горах. Дракон же, изгнав обитателей Одинокой Горы, заполз в сокровищницу гномьего королевства и залёг там на груде сокровищ.
В течение 170 лет ни одно живое существо не отваживалось проникнуть в Эребор из-за страха, который нагнал дракон на бывших хозяев и соседей Эребора. Хотя Траин Второй пытался отправиться в поход к Одинокой Горе, он попал в плен к оркам и Саурон под видом Некроманта в застенках Дол - Гулдура отнял у него под пытками последнее из Семи Колец Власти.
Однако в 2941 году наследник трона Эребора Торин Дубощит, вдохновляемый магом Белого Совета Гэндальфом Серым и заручившийся поддержкой хоббита Бильбо Бэггинса, решился проникнуть в сокровищницу Горы через тайный ход (именно через него в своё время спаслись отец и дед Торина). Отчётливо понимая неравенство сил и тщетность открытого противоборства, Торин планировал тайно похитить часть некогда принадлежавших ему сокровищ (в том числе Аркенстон); однако даже такое вмешательство не укрылось от дракона, и отряд Торина подвергся нападению с воздуха на склонах Эребора. Гномы лишь чудом остались в живых, а разъярённый Смауг обрушил свой гнев на жителей расположенного южнее Одинокой Горы Озерного города (Эсгарота), но был убит Бардом Лучником.
После Битвы Пяти Воинств, в которой пал Торин Дубощит, гномы возвратились в Эребор, и его новый король — Даин II Железностоп, владыка Железных Холмов, приходившийся Грору внуком, — возродил богатство и славу Подгорного королевства.
Во время Войны Кольца Даин II Железностоп отказался содействовать Саурону, после чего армии восточных союзников Саурона атаковали Эребор и осадили его, трижды пытаясь взять штурмом неприступную гномью цитадель. Защищая Гору, на подступах к ней пал король Даин II. Однако после гибели Кольца Всевластия гномы и их союзники, люди Дейла, отбросили осаждающую армию орков и истерлингов и обратили их в бегство. После Войны Кольца сын Даина Железностопа Торин III Камнешлем стал Королём под Горой. Его Посланник присутствовал на коронации Арагорна как Короля Воссоединённого Королевства Гондора и Арнора.
В Четвёртую Эпоху Эребор сохранил своё богатство и независимость, став союзником Воссоединённого Королевства Гондора и Арнора.